# Ocepeia
L'ocepeia (gen. Ocepeia) è un mammifero estinto, appartenente agli afroteri. Visse nel Paleocene superiore (circa 60 - 58 milioni di anni fa) e i suoi resti fossili sono stati ritrovati in Africa (Marocco).

## Descrizione
Questo animale è noto per alcuni resti fossili frammentari, che comprendono tuttavia un cranio quasi completo appartenente alla specie Ocepeia daouiensis. Sulla base di questo cranio è stato possibile ricostruire, almeno parzialmente, l'aspetto di questo animale. Ocepeia doveva essere un mammifero dall'aspetto piuttosto primitivo, forse simile a quello degli antichi arctocionidi. Il cranio era lungo circa 10 centimetri, e si suppone che l'animale intero non superasse il metro di lunghezza (anche se una specie successiva, O. grandis, era sicuramente di dimensioni maggiori). Il cranio era robusto e dotato di un rostro corto, largo e massiccio. La regione postorbitale era allungata, soprattutto il parietale. Le ossa parietali erano dotate di due creste ossee oblique che si dipartivano anteriormente dalla parte mediana della cresta sagittale. Le ossa del cranio, inoltre, mostrano una notevole pneumatizzazione, un carattere che si riscontra tra i proboscidati evoluti. Le ossa dell'orecchio interno e dell'orecchio medio erano molto piccole, mentre il tegmen tympani era grande e rigonfio. La mandibola era massiccia; la sinfisi mandibolare era corta e parzialmente fusa.

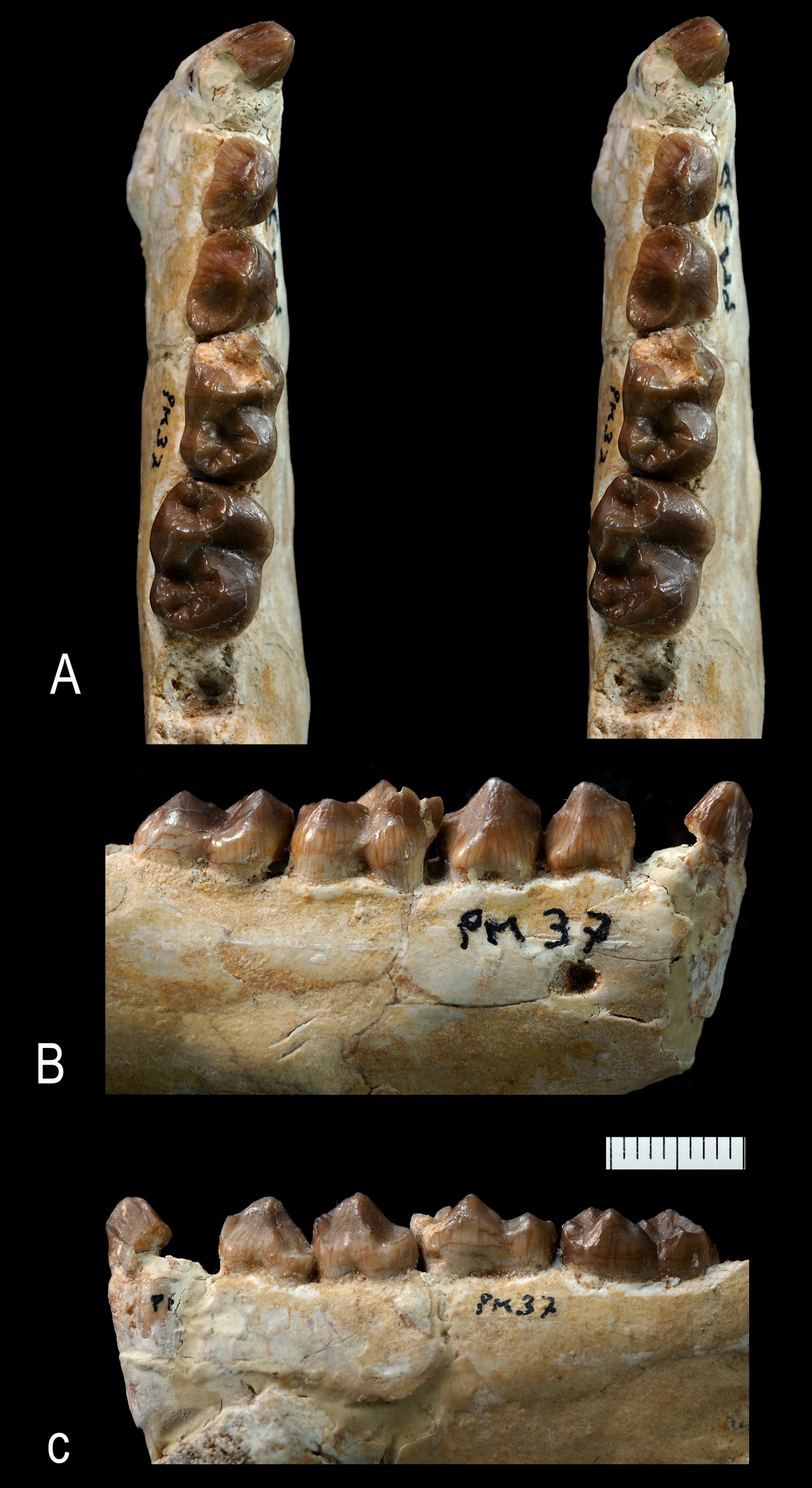
Olotipo di Ocepeia grandis, mandibola

La dentatura anteriore di Ocepeia era di tipo selenodonte ma piuttosto corta, con la perdita dei primi due premolari, un diastema (spazio tra canini e denti posteriori) quasi assente e incisivi inferiori compressi e dotati di radici ampie e corte. Il terzo incisivo inferiore e (probabilmente) il terzo superiore erano vestigiali. Il canino inferiore era invece robusto e simile a quello dei primati antropoidi, con un cingolo linguale e un profilo labio-linguale asimmetrico. La dentatura della zona delle guance era notevolmente più grande rispetto all'estensione del palato (condizione di megadontia).

## Classificazione
Ocepeia venne descritto per la prima volta nel 2001, sulla base di un frammento di mandibola con due denti. La specie tipo, Ocepeia daouiensis, proviene da terreni del Paleocene superiore del bacino di Ouled Abdoun, in Marocco. Successivamente vennero descritti alcuni altri resti fossili più completi, tra cui un cranio quasi completo, sempre riferibili alla specie tipo, e altri resti di dentatura e mascelle attribuibili a una nuova specie (O. grandis) di maggiori dimensioni e leggermente più recente, con tutta probabilità diretta discendente di O. daouiensis (Gheerbrant et al., 2014). 

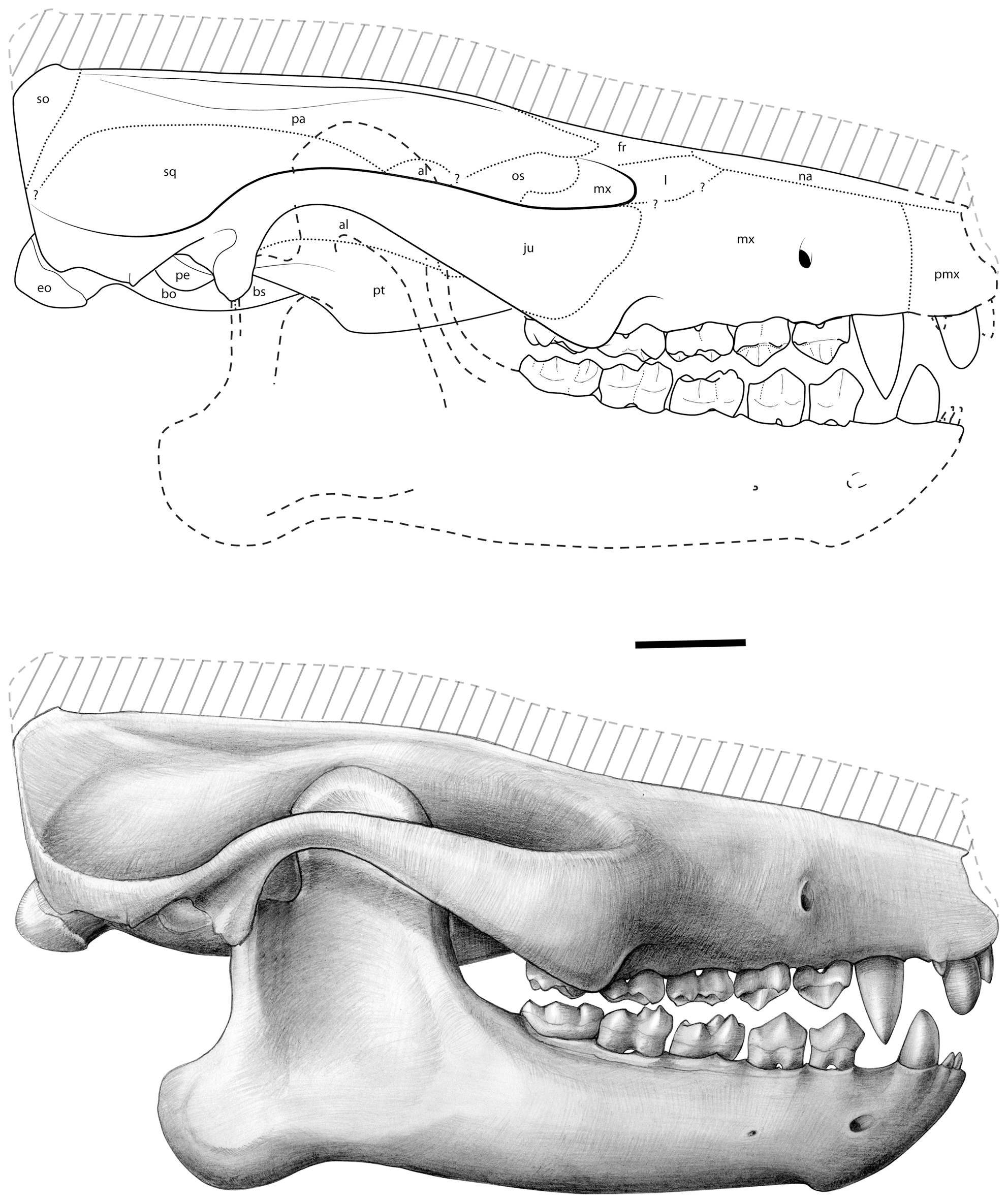
Ricostruzione del cranio di Ocepeia daouiensis

Ocepeia, dotato di caratteristiche miste che richiamano alcuni condilartri come Pleuraspidotherium, alcuni pantodonti e addirittura i primati antropoidi, è considerato un membro basale degli afroteri, un grande gruppo di mammiferi di origine africana che comprende i tenrec, gli oritteropi, le talpe dorate ma anche gli elefanti e i sirenii. Nell'analisi cladistica compiuta nello studio del 2014, Ocepeia risulterebbe più strettamente imparentato con la branca di afroteri che include i toporagni elefante, gli oritteropi, i tenrec e le talpe dorate, ovvero gli afroteri simili a insettivori. Il notevole mosaico di caratteri di Ocepeia è di cruciale importanza, poiché lo rende il primo fossile transizionale tra gli afroteri simili a insettivori e gli afroteri simili a ungulati. Inoltre, le notevoli caratteristiche uniche (autapomorfie) sostengono l'ipotesi dell'antica evoluzione endemica (inizio Terziario - fine Cretaceo) dei placentali in Africa, in contrasto con ipotesi che vedono questo gruppo di mammiferi discendere da condilartri paleogenici dei continenti settentrionali.

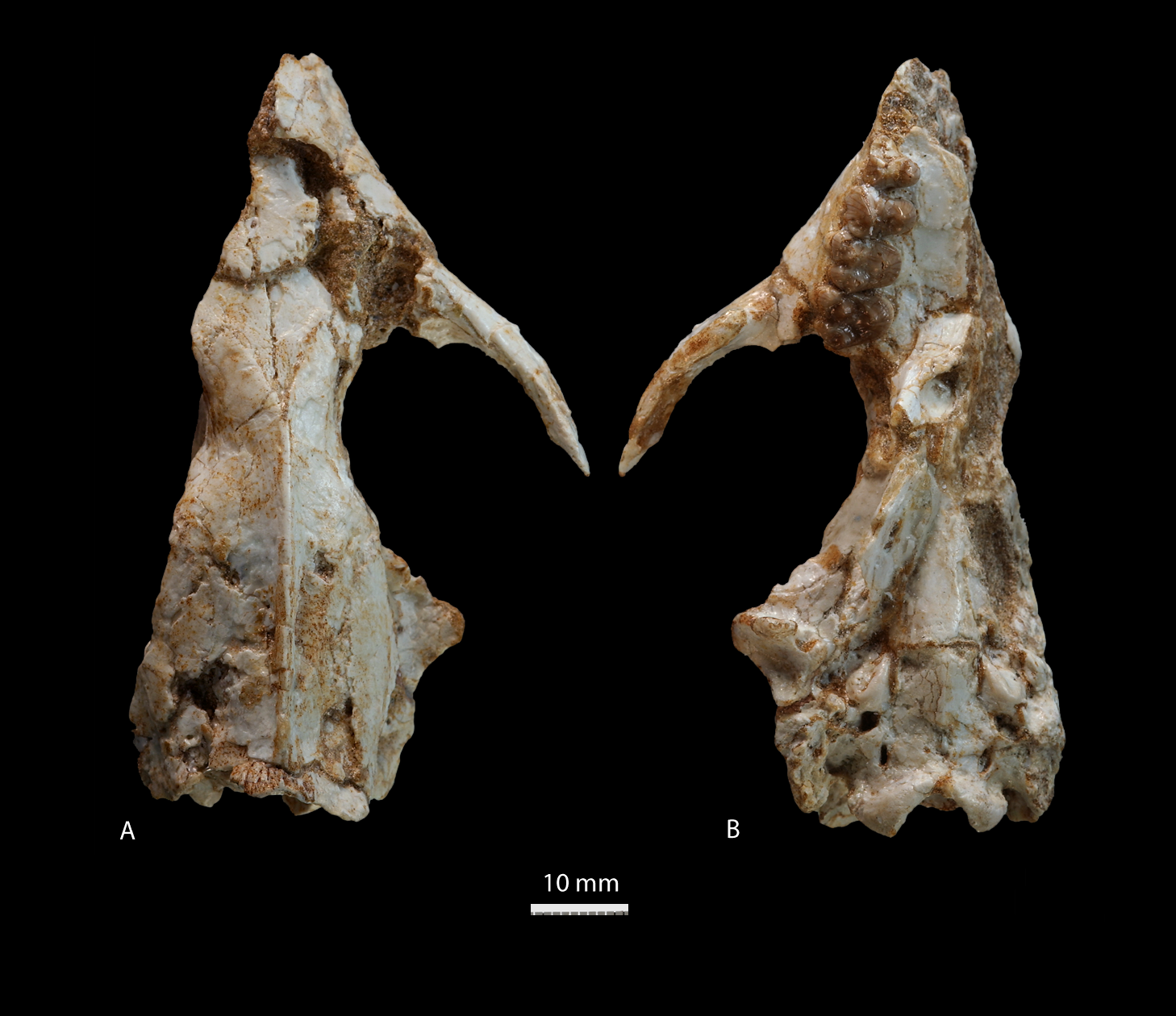
Cranio di Ocepeia daouiensis

## Paleobiologia
La dentatura selenodonte e con elementi di grandi dimensioni di Ocepeia indica che questo animale era un erbivoro.